# Tractat pel qual s'establix una Constitució per a Europa

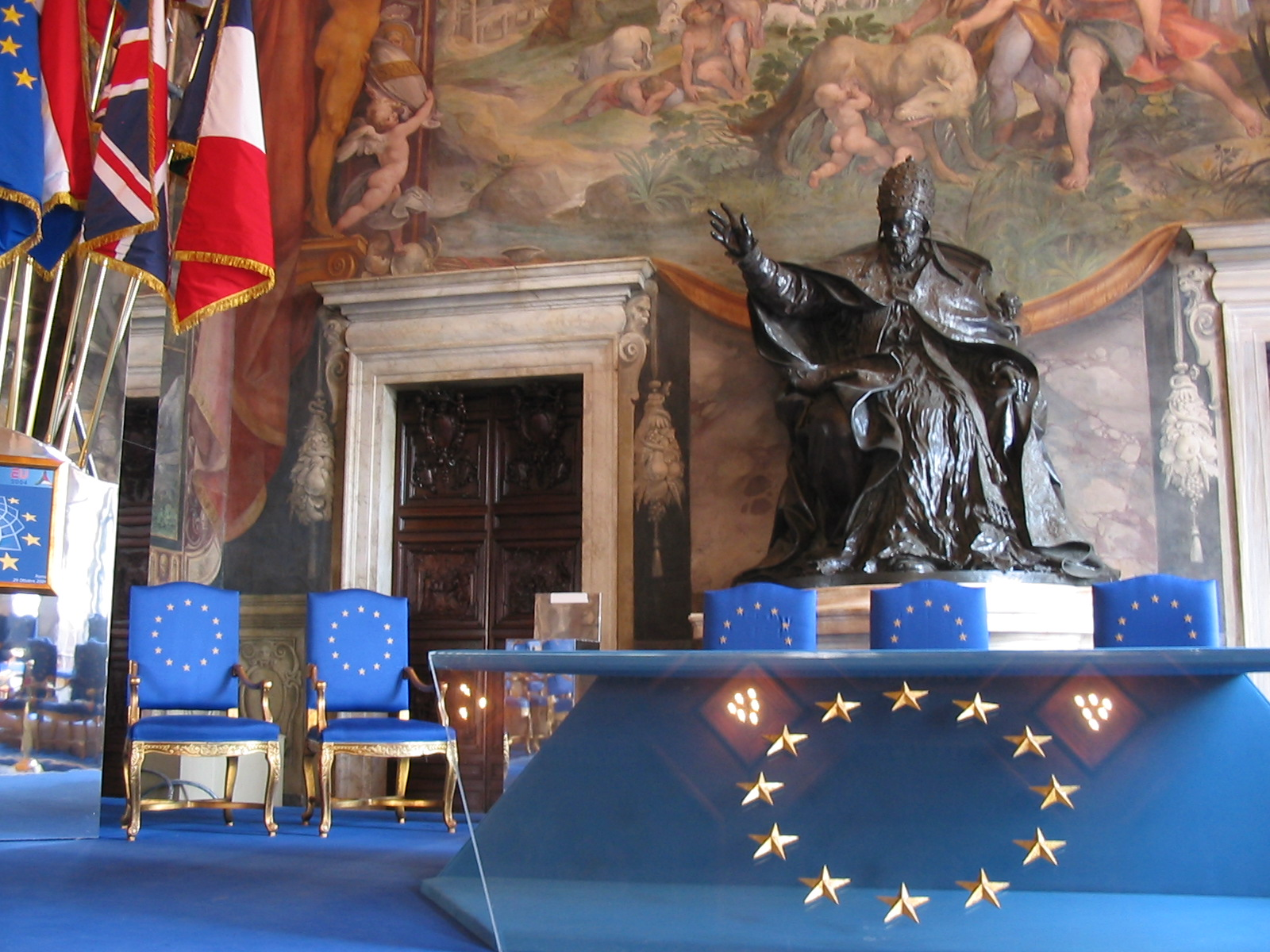
Sala del Musei Capitoli, a Roma, on es va signar el Tractat Constitucional.

El Tractat pel qual s'estableix una Constitució per a Europa és una proposta de tractat constitucional per a la Unió Europea. L'objectiu fonamental és substituir el conjunt de tractats existents que constitueixen Europa.
El 18 de juliol de 2003 la Convenció per al futur d'Europa presidida per Valéry Giscard d'Estaing publicà l'esborrany de la constitució . Després de llargues negociacions, el Consell Europeu acceptà, el 18 de juny del 2004, aquest esborrany, si bé amb algunes modificacions. El 29 d'octubre de 2004 fou signada en un acte a Roma (Itàlia) pels caps d'estat de la UE. El Tractat de reforma institucional de la Unió Europea acordat pel Consell de la Unió Europea a la ciutat de Lisboa el 19 d'octubre de 2007 substitueix la fallida Constitució Europea projectada el 2004.

## Història de la Constitució
La Constitució Europea es basa en els dos principals tractats preexistents, el Tractat de Roma (1957) i el Tractat de la Unió Europea -conegut com a Tractat de Maastricht- (1992) amb les modificacions posteriors dels tractats d'Amsterdam (1997) i Niça (2001). La necessitat de consolidar una constitució europea fou subratllat ja en el text del Tractat de Niça i el procés d'elaboració comença arran de la Declaració de Laeken el desembre del 2001 quan el Consell Europeu establí la Convenció per al futur d'Europa. El rol de la convenció, presidida per Valéry Giscard d'Estaing fou consultar amplis sectors de la societat europea i produir un primer esborrany de la Constitució per a poder ser debatut i adoptat en una futura cimera intergovernamental.
La Convenció publicà el seu esborrany el juliol de 2003 i fou discutit en dues cimeres intergovernamentals (setembre i desembre de 2003), però no s'arribà a cap acord, ja que Espanya i Polònia s'hi oposaren pel sistema proposat de votacions per majoria qualificada. La presidència irlandesa de la UE (primer semestre del 2004) inicià un procés d'acostament entre les parts que culminà amb l'aprovació del document en la cimera del 17 i 18 de juny.

## Procés de ratificació
La Constitució, un cop acceptada pels 25 caps d'estat dels països membres, fou signada en un acte cerimonial el 29 d'octubre de 2004 a Roma. Abans d'entrar en vigor, però, havia d'ésser ratificada per cada estat membre. En el cas que el 80% dels estats membres haguessin ratificat el tractat constitucional abans d'octubre del 2006 i un o més estats hagin tingut problemes en el procés ratificador, el Consell Europeu havia acceptat considerar la situació, sense especificar que succeiria en aquest cas, però cap tractat pot entrar en vigor si no és ratificat per totes les parts signants. El procés de ratificació adoptà diferents formes en cada país, en funció de la tradició política local.
Aquest procés, que inicialment havia de concloure el 31 d'octubre de 2006, tal com estableix la Constitució, va ser unànimement postergat sine die en el Consell Europeu del juny de 2005, després del vot negatiu de França i Països Baixos.
La Constitució irlandesa, per exemple, obliga a què en aquests casos (tractats internacionals que representin una cessió de la sobirania nacional) es faci un referèndum. D'altra banda, la llei fonamental alemanya limita els referèndums a una sèrie molt petita de casos. El 20 d'abril de 2004, el primer ministre britànic Tony Blair va anunciar inesperadament la intenció de celebrar un referèndum, proposta que abans havia rebutjat. Altres set estats membres van anunciar o ja havien anunciat que celebrarien referèndums sobre la Constitució, essent Dinamarca, França, Irlanda, Luxemburg, Països Baixos, Espanya i Portugal.
Lituània fou el primer estat membre a ratificar el tractat l'11 de novembre del 2004. El seu parlament l'aprovà amb 84 vots a favor, 4 vots en contra i 3 abstencions. A Hongria la Constitució fou ratificada en una votació parlamentària el 20 de desembre de 2004 amb 332 vots a favor, 12 vots en contra, 8 abstencions i 43 parlamentaris absents de la votació. Es requeria una majoria de dos terços (d'un parlament de 385 membres). A Eslovènia l'1 de febrer del 2005, Eslovènia ha esdevingut el tercer estat membre en ratificar el Tractat Constitucional. Ho feu mitjançant una votació parlamentària amb 79 vots favorables, 4 vots en contra i 7 abstencions.
Espanya va ser el primer país a celebrar un referèndum sobre la Constitució. El 20 de febrer de 2005, els electors espanyols van donar suport al tractat amb un 76% de vot a favor i un 24% en contra, amb una participació del 43%. El 29 de maig de 2005, els francesos van rebutjar la Constitució amb un marge del 55% al 45%, amb una participació del 69%. L'1 de juny, els holandesos van rebutjar la constitució amb el 61,6% dels vots amb una participació del 62%. Malgrat el rebuig a França i als Països Baixos, Luxemburg va celebrar un referèndum el 10 de juliol de 2005 aprovant la Constitució del 57% al 43%. Va ser l'últim referèndum que es va celebrar a la Constitució, ja que tots els altres estats membres que havien proposat celebrar referèndums els van cancel·lar.

## Estructura del Tractat Constitucional
El Tractat Constitucional conté les següents parts: (la numeració d'articles comença pel número 1 a cada part)
- Preàmbul
- Part I: definició de la Unió Europea.
- Part II: Carta de Drets Fonamentals.
- Part III: polítiques i funcionament de la Unió.
- Part IV: disposicions generals i clàusules finals.
- Annexos
- Protocols
- Declaracions

## Clàusules potenciades o reescrites[calcitació]

### Referents a principis de funcionament
- Principi de cessió de sobirania

La Constitució especifica que la UE és una unió d'estats i que totes les competències són cedides voluntàriament per aquests. Qualsevol competència no especificada explícitament en el Tractat Constitucional és competència dels estats membres.
- Principi de subsidiarietat

D'acord amb la Constitució, la UE només pot actuar en el cas que els estats membres acordin unànimement que les accions individuals dels estats membres no foren suficients. Es basa en el principi que les decisions governamentals han d'ésser preses en l'esfera més propera al ciutadà possible.
- Obligacions dels estats membres

Els estats membres tenen les següents obligacions:
- assegurar la implementació a nivell nacional de les decisions de la Unió Europea.
- donar suport a la UE en l'acompliment de les seves tasques.
- no comprometre els objectius comuns de la UE.

- Primacia de les lleis de la Unió

D'acord amb la legislació internacional, les lleis de la UE primen per damunt de les lleis dels estats membres. És a dir, cap estat pot aprovar una llei que sigui incompatible amb la legislació europea.

### Referents a l'agenda comuna
A la Constitució, els estats membres de la UE declaren que els seus valors comuns són els següents:
- llibertat
- democràcia
- respecte pels Drets Humans
- legalitat
- dignitat humana
- igualtat
- drets de les minories

Els estats membres declaren que la societat europea està basada en els següents principis:
- pluralisme
- no-discriminació
- tolerància
- justícia
- solidaritat
- igualtat de gènere

Les següents clàusules no són noves, però algunes han estat posades per escrit per primera vegada:
- Motivacions de la Unió.

- implementar la cooperació mútua.
- promoure els valors de la UE.
- avançar en els objectius de la UE.
- servir els interessos dels ciutadans de la UE, els estats membres i la UE.
- garantir la consistència, efectivitat i continuïtat de les polítiques i accions de la UE.

### Referents a l'abast de la Unió
- Competències

La UE té sis competències exclusives (no canvien respecte als tractats anteriors):
- unió duanera.
- regulació del mercat intern.
- política monetària de la zona euro.
- conservació dels recursos biològics marins.
- política comercial comuna.
- la signatura de determinats acords internacionals.

Hi ha també unes competències compartides, àrees en les quals els estats poden lesgislar conjuntament amb la UE (sempre que la legislació nacional no entri en contradicció amb la legislació europea) i àrees en les quals la UE només pot actuar donant suport, coordinant o duent a terme accions complementàries.
- Clàusula de flexibilitat

Aquesta clàusula permet a la UE actuar en àrees en les quals no posseeix competències explícites si es compleixen els següents supòsits:
- acord unànime dels estats membres.
- el consentiment del Parlament Europeu.
- només en el cas que sigui necessari per a l'acompliment d'un objectiu acordat en la Constitució.

Aquesta clàusula ja formava part del Tractat de Roma i pretén facilitar el desenvolupament de noves àrees de cooperació sense haver de revisar tot el tractat.

### Altres
- Institutions

L'estructura institucional de la UE resta invariable. El Consell Europeu passa a denominar-se Consell de ministres (tal com ja se'l coneixia informalment).
- Símbols de la Unió

La UE té una bandera, un himne i un lema. Fa temps que aquests símbols són oficiosos, però mai havien estat recollits oficialment en un tractat. No obstant això, la Constitució no atorga cap estatus legal especial a aquests símbols.

## Noves clàusules[calcitació]

### Referents a l'abast de la UE
- Personalitat legal

La constitució atorga personalitat legal a la UE. Això la converteix en un interlocutor vàlid (d'acord amb la legalitat internacional) en la negociació de tractats internacionals.
- Noves competències

La UE té cedides tres noves 'competències compartides' en les àrees de cohesió territorial, energia i espai.
Igualment la UE té també la facultat d'actuar 'donant suport, coordinant o duent a terme accions complementàries' en les àrees de turisme, esport i cooperació administrativa.
- Cooperació en matèria de justícia criminal

La Constitució estableix set noves àrees de cooperació:
- Terrorisme
- Tràfic de persones
- Atacs contra la infància
- Tràfic de drogues
- Tràfic d'armes
- Corrupció
- Frau

- Clàusula de solidaritat

La nova clàusula de solidaritat especifica que en el cas que qualsevol estat membre patís un atac terrorista o un desastre natural, aquest rebria ajuda i assistència de la resta d'estats membres. Això, ja succeïa de facto, però ara figura explícitament dins de la Constitució.

### Referents a la simplificació delstres pilars
- Simplificació dels instruments i la terminologia legal

- Les 'Regulacions Europees' (del pilar comunitari) i les 'Decisions' (del pilar de cooperació policial i judicial) rebran el nom de Lleis europees.
- Les 'Directives Europees' (del pilar comunitari) i les 'Decisions de referència' (del pilar de cooperació policial i judicial) seran anomenades Lleis de marc europeu.
- 'Convencions' (del pilar de cooperació policial i judicial) desapareixen i seran substituïdes per Lleis europees o Lleis de marc europeu.
- Les 'Accions comunes' i 'Posicions comunes' (del pilar de PESC) són substutuïdes per 'Decisions'.

- Fusió de l'alt representant i el comissari d'afers exteriors

En la nova Constitució, l'actual rol d'alt representant per la política exterior i de seguretat comuna s'amalgama amb el de comissari de relacions exteriors.

### Referents al funcionament de les institucions
- Sistema de votació per majoria qualificada

La major part de les decisions del dia a dia del Consell de Ministres han d'ésser adoptadaes mitjançant una votació per majoria qualificada, necessitant un 55% dels estats membres i un 65% de la població per ésser aprovades. (Aquest 55% augmenta fins al 72% quan el Consell actua per iniciativa pròpia i no sota una proposta legislativa).
En les àrees especialment sensibles, com ara impostos, serveis socials i política exterior i de seguretat, continua sent necessari un acord unànime.
- Presidència del Consell Europeu

La presidència rotatoria cada sis mesos del Consell Europeu serà un càrrec elegit pels caps d'estat dels països membres amb una durada de 18 mesos i renovable per un mandat addicional.
- Presidència del Consell de Ministres

La presidència rotatòria cada sis mesos del Consell de Ministres, que actualment coincideix amb la presidència del Consell Europeu evolucionarà cap a una presidència de 18 mesos compartida per tres estats membres en un intent de donar-li una major continuïtat.
- Reducció de la Comissió Europea

La Comissió abandonarà la seva forma actual d'un comissari per a cada estat membre el 2014 i adoptarà un format més reduït on els estats elegiran rotatòriament els comissaris que la compondran.

### Referents al poder parlamentari i a la transparència
- President de la Comissió

El candidat a President de la Comissió Europea és proposat pel Consell Europeu i posteriorment ha d'éser ratificat pel Parlament Europeu.
- Reunions públiques del Consell de Ministres

A partir d'ara, les reunions del Consell de Ministres a les quals es debatin noves lleis seran públiques.
- Pressupost

El pressupost anual de la UE ha d'ésser aprovat pel Parlament Europeu
- Iniciativa popular

La Comissió ha de considerar qualsevol proposta "si els ciutadans creuen que és necessària una actuació de la UE en una matèria determinada per tal d'implementar correctament la Constitució" que tingui el suport d'almenys un milió de ciutadans de la UE. El mecanisme per implementar aquesta iniciativa popular està encara per acordar. (vegeu l'article I-46-4 per a més detalls)

### Referent a futures adhesions, modificacions o retirada
- Cooperacions reforçades

Es permet l'existència de cooperacions reforçades més enllà de les decisions de la UE sempre que hi participin almenys dos terços dels estats membres i comptin amb el suport del Parlament Europeu.
- Revisions del tractat

Qualsevol modificació del Tractat Constitucional, implicaria la convocatòria d'una nova convenció. Aquest procediment podria ser ignorat si existís un acord del Parlament Europeu.

## Polèmica lingüística[calcitació]
Aquest text va ser fet servir pel govern valencià del Partit Popular com a arma política per defensar la independència del valencià respecte al català exigint l'oficialització del text redactat per ordre del govern valencià i acceptat com a correcte per l'AVL, quan la versió catalana ja havia estat traduïda independentment.
La polèmica es va tancar quan el govern català va acceptar el text valencià com a correcte dins de les normes de l'IEC i va presentar exactament el mateix text que el govern valencià sense cap canvi. El govern balear no va tornar a obrir el debat, però va fer notar el seu malestar per haver escollit una traducció que no consideraven que era la més adequada.